# Rube Goldberg
Pour les articles homonymes, voir Goldberg.
Reuben Lucius Goldberg, né le 4 juillet 1883 à San Francisco et mort le 7 décembre 1970 à New York, est un dessinateur américain, spécialisé dans le dessin de presse, politique comme d'humour, et la bande dessinée. Il a également été scénariste de cinéma, romancier, inventeur, sculpteur et était ingénieur de formation.
Artiste prolifique, il a créé de nombreuses séries, parmi lesquelles Mike and Ike, Boob McNutt, Foolish Questions, Bobo Baxter, Lala Palooza et The Weekly Meeting of the Tuesday Women's Club. Les dessins qui lui ont valu le plus de succès mettent en scène le professeur Lucifer Gorgonzola Butts. Dans cette série humoristique, Goldberg dessine les schémas annotés de machines complexes réalisant des tâches simples d'une manière particulièrement confuse. Appelées machines de Rube Goldberg, elles ont eu jusqu'à aujourd'hui une longue postérité, notamment cinématographique.
Au cours de sa carrière, il a reçu de nombreux prix, dont le Pulitzer du dessin de presse en 1948 et le Banshees' Silver Lady Award en 1959. Membre fondateur et premier président de la National Cartoonists Society, il a laissé son nom au plus prestigieux des prix américains récompensant un auteur de comic strip, le prix Reuben.

## Biographie

### Les débuts à San Francisco (1883-1907)
Goldberg naît à San Francisco en 1883 de parents juifs, Max and Hannah (Cohn) Goldberg. Il est le troisième des sept enfants, dont 3 meurent en bas âge. Goldberg commence à dessiner dès quatre ans; il prend ses premières, et uniques, leçons de dessin avec un peintre décorateur local.
En 1904, il est diplômé en ingénierie minière à l'université de Berkeley et est engagé comme ingénieur par la municipalité de San Francisco au service des eaux et des égouts. Au bout de six mois il démissionne et rejoint le service des sports du San Francisco Chronicle comme balayeur avec pour objectif d'y devenir dessinateur, ce qui arrive assez rapidement. L'année suivante, il est engagé au San Francisco Bulletin à la suite du départ de Tad Dorgan. Il y reste jusqu'à son départ pour New York en 1907.

### New York et le succès dans l'humour et la bande dessinée (1907-1939)
Il dessine alors dans différents journaux, parmi lesquels le New York Evening Journal de William Randolph Hearst et le New York Evening Mail et ses créations nombreuses atteignent tous les champs du « cartooning ». Il crée ainsi de très nombreux strips, quotidiens ou du dimanche, comme Mike and Ike (pour lequel il avait déménagé à New York mais qui ne rencontre pas de succès), The Candy Kid, Lunatics I have Met, Soup and Fish, I'm the Guy, They All Look Good When You're Far Away ou The Weekly Meeting of the Tuesday Ladies' Club. S'il ne perce pas comme auteur de bande dessniée, il connaît dès 1907 le succès avec les Foolish Questions (Questions stupides), dessins d'humour absurde publié dans le New York Evening Mail dont les répliques rappellent souvent du Groucho Marx avant l'heure.
En 1914, il confirme son talent de dessinateur d'humour en inaugurant une série de dessins mettant en scène des machines complexes qui provoquent à la suite d'une réaction en chaîne alambiquée des effets très simples lui permet d'acquérir une célébrité durable. Si dans ces productions, il « raille une civilisation mécanisée à outrance, prémonition burlesque de notre moderne automation », c'est avant tout leur côté humoristique qui plaît. À la suite de ce succès, il attire en 1915 l'attention d'un syndicate qui lui propose de créer un Sunday comic. Boob McNutt, qu'il anime jusqu'en 1934. En 1916, il se marie à Irma Seeman, née en 1895. Le couple, qui habite sur Central Park a deux enfants, Thomas (qui sera peintre) et George (qui sera producteur de théâtre).

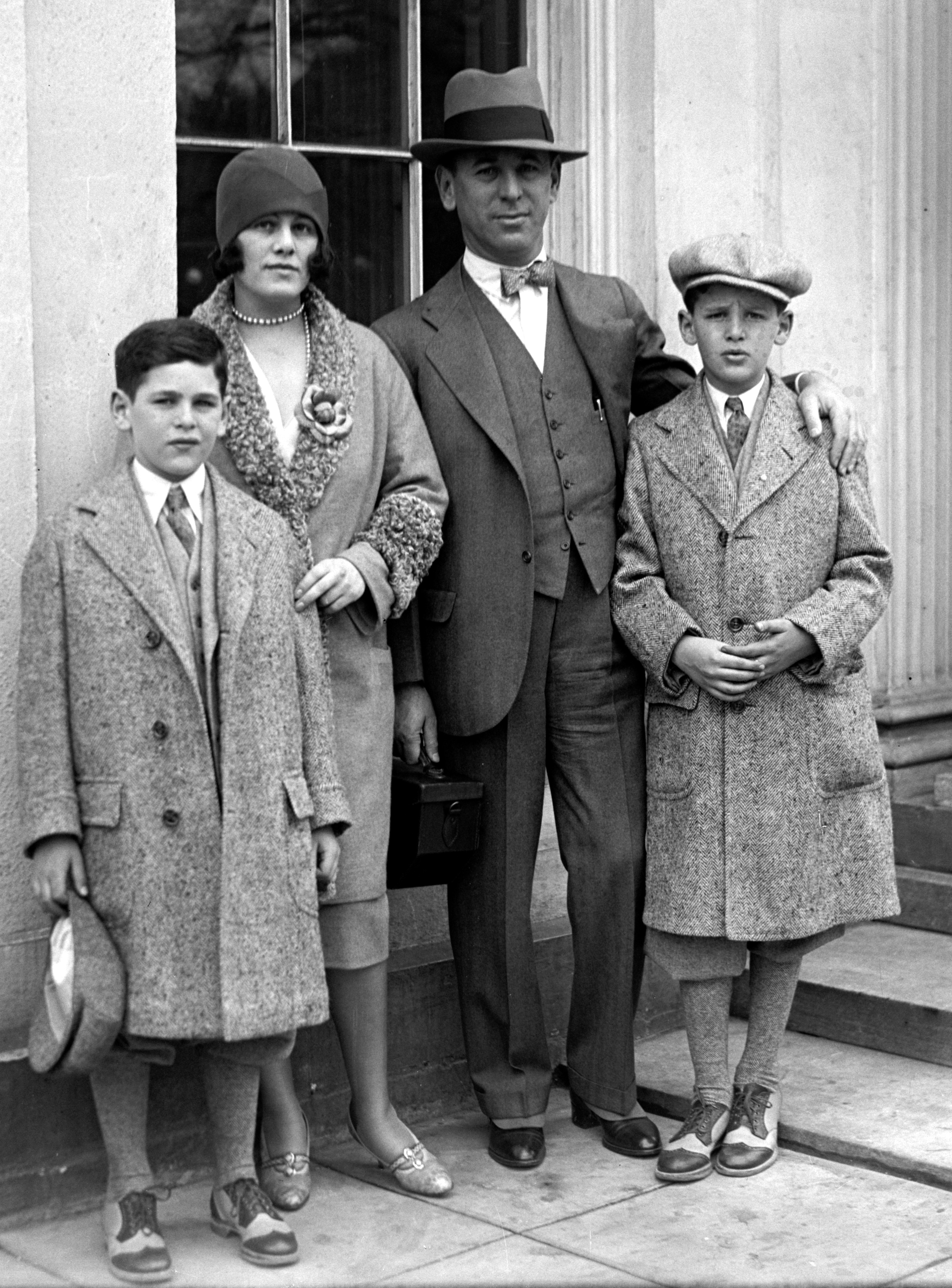
La famille Goldberg en avril 1929.

Dans les années 1920, son succès ne faiblit pas. Il se syndique au McNaught Syndicate en 1922, relance, cette fois avec succès, Mike et Ike et continue à créer de nouvelles séries, comme Bobo Baxter en 1927-1928, Phoney Films, Boobs Abroad ou Life's Little Jokes pour les journaux de Hearst. En 1929-1930, il écrit le film Soup to Nuts (sorti en août 1930), où figurent autour du trio comique Les Trois Stooges (qui sont ici les gérants d'un magasin de vêtements en faillite à la suite de la Grande Dépression) de nombreuses machines. En 1934, il arrête Bob McNutt. Ses nouvelles créations, Doc Wright en 1934, Lala Palooza en 1936, puis Rube Goldberg's Sideshow en 1939. Mais celles-ci n'attirant guère les lecteurs, il décide de se consacrer au dessin politique, son nouveau champ d'action de prédilection.

### Rube Goldberg, dessinateur politique (1938-1960)
Il est en effet entré en 1938 au New York Sun, où il reste jusqu'en 1960. Durant la Seconde Guerre mondiale, ses dessins politiques lui valent de nombreuses menaces de mort. Il enjoint alors ses enfants de changer de nom. Ceux-ci choisissent « George », d'après le prénom du cadet. En 1946, il est membre fondateur et premier président de la National Cartoonist Society, qui regroupe des dessinateurs de presse et auteurs de comic strips américains. En 1948, il obtient le Prix Pulitzer du dessin de presse. En 1954, il publie le Rube Goldberg's Guide to Europe, suite de réflexions et de dessins sur les peuples européens. En 1959 il préface l'ouvrage Comic Art in America de Stephen Becker, montrant qu'il n'a pas 
perdu d'intérêt pour la bande dessinée.

### Dernières années: célébration et sculptures (1960-1970)
En 1964, lassé du dessin, il décide de se lancer dans la sculpture et expose dès 1965. Il meurt en 1970 à 87 ans, et sa femme en 1990 à 95 ans Aujourd'hui, des descendants de Rube gèrent la société RGI (Rube Goldberg Incorporated) afin de continuer à faire vivre le nom « Goldberg ».

### Prix et récompenses

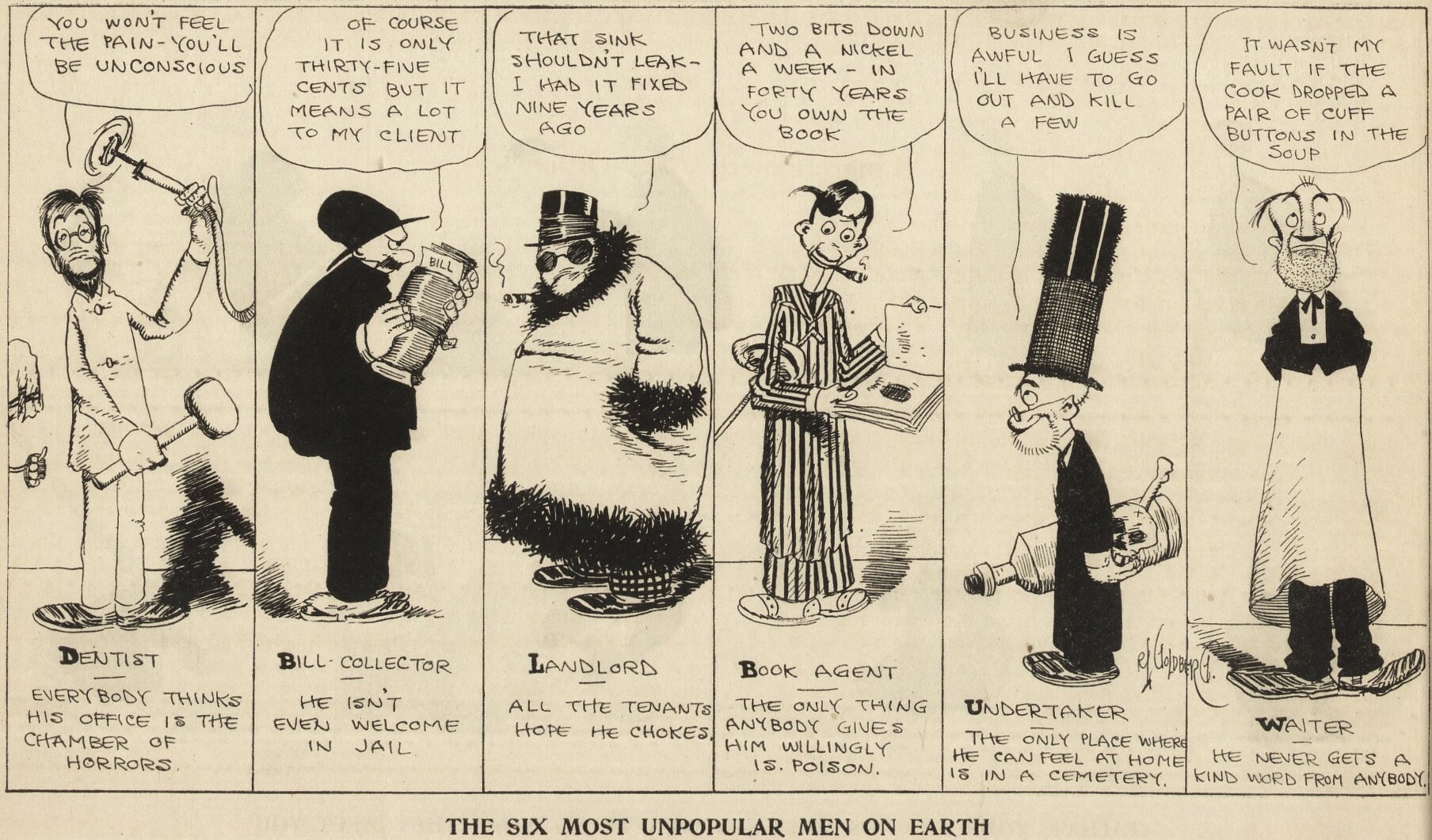
The Six Most Unpopular Men on Earth, paru en 1912.

- 1955 : Prix Billy DeBeck de la National Cartoonists Society (NCS) est renommée prix Reuben en son honneur
- 1956 : Té d'or de la NCS, pour ses cinquante années de carrière
- 1968 : Prix Reuben pour l'ensemble de son œuvre

Récompenses posthumes
- 2016 : Temple de la renommée Will Eisner

## Les Machines de Rube Goldberg

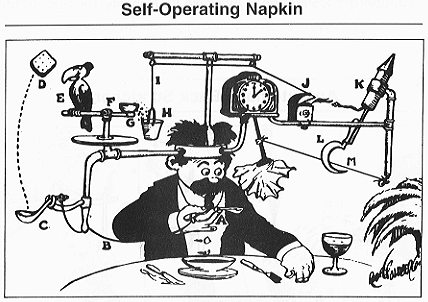
Une machine de Rube Goldberg : serviette de table automatique

Dès leurs premières publications, les Machines de Rube Goldberg connaissent un grand succès. En 1931, le Merriam-Webster, dictionnaire de référence de l'anglais américain, intègre comme adjectifs « Rube Goldberg » et « Rube Goldbergian » en leur donnant le sens « qui accomplit une chose simple de manière complexe ». En 1965, King Features fait produire des maquettes de certaines machines de Goldberg : les 500 000 exemplaires sont épuisés en quelques mois. De nombreux films et jeux vidéo ont repris le principe de ces machines. Des concours de machines Goldberg sont fréquemment organisés.

## Œuvres publiées

### Dessin de presse

#### Recueils
- Foolish Questions, 1909. Dernière édition Coachwhip Publications, 2009.
- Chasing the blues, 1912
- Is There a Doctor in the House ?, John Day Co, 1929
- How to Remove the Cotton from a Bottle of Aspirin, Doubleday, 1959
- The Best of Rube Goldberg, Prentice Hall Trade, 1979
- Inventions!, Simon & Schuster, 2000

### Illustration
- Edward peple, A night out, Moffat, Yard & Co., 1911

### Bande dessinée

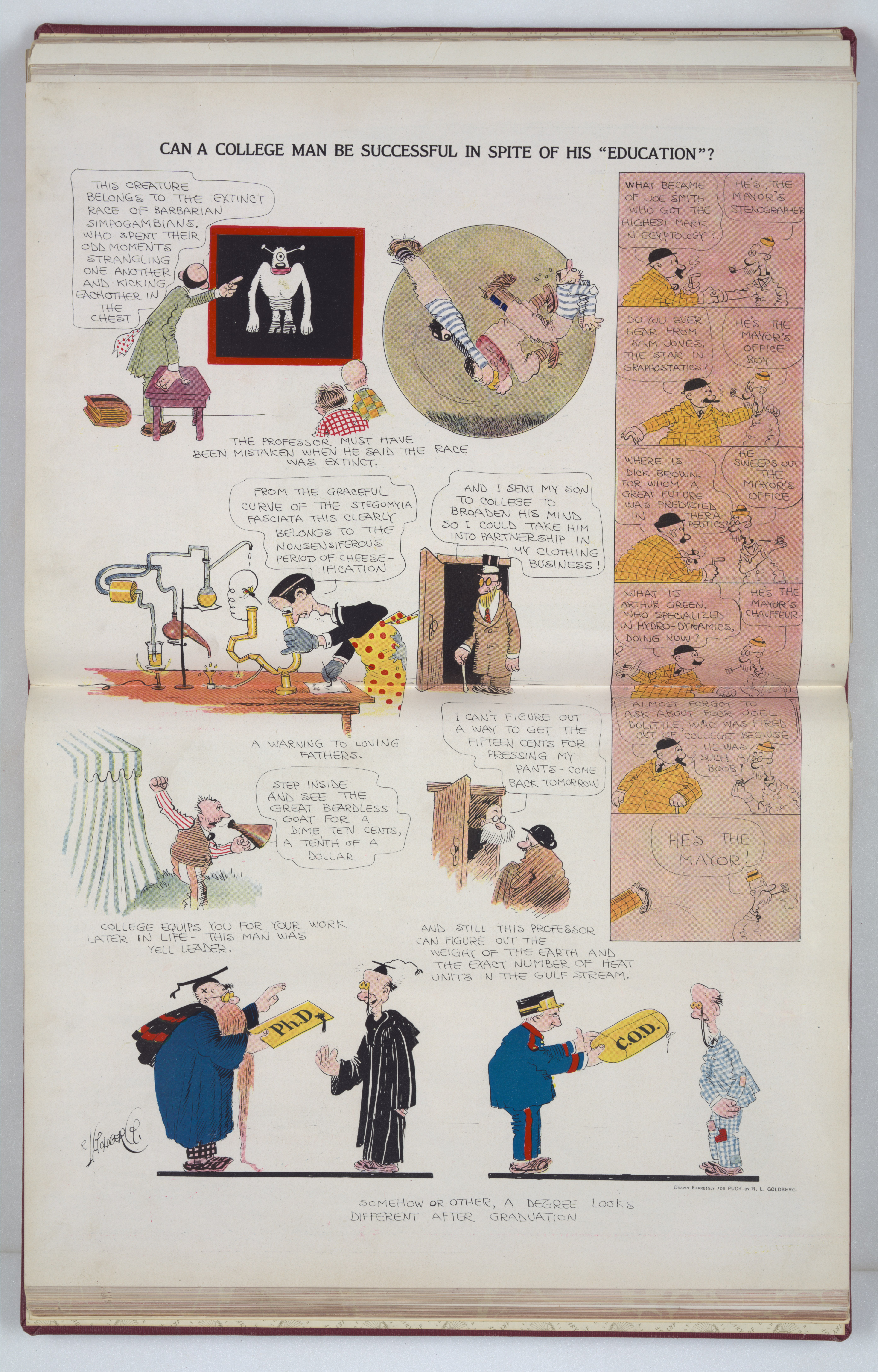
Can a college man be successful in spite of his "education"?, paru dans Puck en 1914.

- Bobo Baxter 1927-1928, Hyperion Press, coll. « Hyperion Library of Classic American Comic Strips », 1977

### Ouvrages en prose
- Seeing History at Close Range: the Experiences of an American Cartoonist While Marooned in France During the Outbreak of the Present European War, 1914).
- Rube Goldberg's Guide to Europe (avec Sam Boal), Vanguard Press, 1954
- I made my bed, Doubleday, 1960

## Œuvres publiées en français
- Goldberg (1883-1970), Futuropolis, 1984. Reprend Bobo Baxter, des machines et divers dessins de presse humoristiques.

## Scénarios pour le cinéma
- 1914 : He Danced Himself to Death (court-métrage)
- 1916 : The Boob Weekly (court-métrage)
- 1916 : Leap Year (court-métrage)
- 1916 : The Fatal Pie (court-métrage)
- 1916 : From Kitchen Mechanic to Movie Star (court-métrage)
- 1916 : Nutty News (court-métrage)
- 1916 : Home Sweet Home (court-métrage)
- 1916 : Losing Weight (court-métrage)
- Entre 1926 et 1929, 27 courts-métrages inspirés de ses dessins ont été produits
- 1930 : Soup to Nuts
- En 1948-1949, il est responsable d'une série télévisée[9].